# ティースバンク
ティースバンク (teeth bank) とは、矯正治療で抜かれる小臼歯や親知らずの治療によって抜去した歯を将来的に移植するために冷凍保存を行う機関のこと。歯の銀行（はのぎんこう）とも呼ばれる。

## 概要
2004年にスリーブラケッツ社が事業化したもので、治療の過程で抜去した比較的健康な歯を、水分子を分散する方法CAS冷凍で冷凍保存を行い、将来、虫歯や歯周病などで歯が失われた際に移植を行うことを目的としている。原則的に健康な歯根膜がある歯であれば、どの歯をどの場所にでも移植が可能である。ただし、薬事法で移植歯は生物製剤に分類され抜いた本人のみにしか適用できず、他人に移植することは現在できない。また、重度の全身疾患や糖尿病、歯周病などがある場合は冷凍保存、移植ができないことがある。2008年3月現在では、約1600本が保存され、冷凍後の移植は約100本となっている。歯の自家歯牙移植治療は、保険が効く治療行為である。